# Meg Greenfield
Mary Ellen Greenfield, besser bekannt als Meg Greenfield (* 27. Dezember 1930 in Seattle; † 13. Mai 1999 in Washington, D.C.), war eine amerikanische Journalistin und Pulitzer-Preisträgerin.

## Leben

### Familie und Ausbildung
Greenfield wurde in Seattle als zweites Kind von Lorraine Nathan und Lewis James Greenfield geboren. Sie hat einen älteren Bruder namens James. Ihre Mutter stammt aus einer angesehenen jüdischen Familie in Chicago, ihr Vater war der Sohn jüdischer Einwanderer aus Russland. Lewis Greenfield war im Raum Seattle als Antiquitätenhändler und Auktionator tätig und trat in wöchentlichen Radiosendungen auf. Als Meg zwölf Jahre alt war, starb ihre Mutter.
Greenfield besuchte öffentliche Schulen, bevor sie an die private Mädchenschule Helen Bush Parkside School wechselte. Nach ihrem Schulabschluss im Jahr 1948 begann sie ein Studium der englischen Literatur am Smith College, das sie 1952 mit summa cum laude abschloss. Im Anschluss ging sie mit einem Fulbright-Stipendium für ein Jahr an die University of Cambridge in England. Dort wollte sie bei dem Literaturwissenschaftler F. R. Leavis studieren, dieser ließ jedoch nur männliche Studierende zu. Sie wandte ihr Forschungsinteresse anderen Bereichen zu und beschäftigte sich während ihrer Zeit in Cambridge mit dem Schriften William Blakes.

### Berufliche Laufbahn
Nach ihrem Forschungsaufenthalt in Cambridge wohnte Greenfield kurzzeitig in Rom, bevor sie in die Vereinigten Staaten zurückkehrte. Sie zog eine akademische Karriere in Erwägung, entschied sich jedoch für den Journalismus. Sie arbeitete zunächst im Recherche-Ressort von The Reporter, einem kleinen, aber einflussreichen Magazin in New York. Erste Aufmerksamkeit erzielte Greenfield mit einem kritischen Artikel über Richard Nixon, welchen sie während der Präsidentschaftswahl in den Vereinigten Staaten 1960 veröffentlichte. Im Jahr darauf wechselte sie in das Büro von The Reporter in Washington. Dort schrieb sie u. a. über Politik, Bürgerrechte und atomare Aufrüstung. 1965 wurde sie zur Redaktionsleiterin befördert.
Nachdem The Reporter 1968 eingestellt worden war, arbeitete sie einige Monate bei Harper’s Bazaar. Später im selben Jahr begann sie ihre Karriere bei der Washington Post. Kurze Zeit später wurde sie zur stellvertretenden Chefredakteurin ernannt. Sie war die erste Frau, deren Name auf der Editorial-Seite der Washington Post erschien. Ab 1974 verfasste Greenfield zusätzlich Kolumnen für Newsweek. In dieser Zeit schrieb sie über Themen wie die Watergate-Affäre, den Vietnamkrieg, Kernwaffen, Bürgerrechte und das Militär. Für ihre Beiträge in der Washington Post und in Newsweek wurde ihr 1978 der Pulitzer-Preis in der Kategorie Leitartikel verliehen.
1979 wurde sie zur Chefredakteurin der Washington Post befördert. In Anerkennung ihrer Beiträge zum Journalismus erhielt sie Ehrendoktorwürden vom Smith College, der Georgetown University, Wesleyan University, dem Williams College an der Princeton University. Von der International Women’s Media Foundation wurde Greenfield 1996 mit dem Preis für das Lebenswerk ausgezeichnet.

### Tod und posthume Veröffentlichung
Im Alter von 68 Jahren starb Greenfield an Krebs in ihrem Zuhause in Washington, D.C. Ihr letzter Artikel in der Washington Post war knapp zwei Monate vor ihrem Tod erschienen.
Ihr Buch Washington, an dem sie seit den frühen 1990er Jahren heimlich geschrieben hatte, wurde 2001 veröffentlicht. Das Vorwort wurde von Katharine Graham, der ehemaligen Verlegerin der Washington Post, geschrieben. In dem Buch beleuchtet Greenfield das Leben und insbesondere das politische Treiben in der amerikanischen Hauptstadt. Sie verwendet die amerikanische Highschool als Metapher für die Politiker, Lobbyisten und Journalisten Washingtons, ihr Streben nach Ansehen und die hierarchischen Strukturen und Abhängigkeiten zwischen ihnen. Ein Rezensent für die Baltimore Sun beschrieb das Buch als die beste praktische Anleitung für Politikinteressierte.

### Spielfilm
In dem 2017 veröffentlichten Film Die Verlegerin wird Greenfield von Carrie Coon dargestellt.